# حفیظ پاکزاد
حفیظ پاکزاد، نقاش افغانستانی‌ فرانسوی، زادۀ ۱۹۵۵ میلادی، یکی از چهره‌های فعال در زمینۀ هنر نقاشی است. وی در یکی از خانواده‌های سرشناس در روستای کُهن نو از روستا فیروز بهار در ولسوالی یکاولنگ ولایت بامیان چشم به جهان گشود. پاکزاد آموزش‌های ابتدایی و متوسطه را در زادگاه خود گذراند و دورۀ لیسانس را در رشتۀ مستظرفه صنایع در کابل در سال ۱۹۷۷  به پایان رساند. سپس در سال ۱۹۷۹، در شعبۀ هنرهای زیبا که در دارالمعلمین سید جمال‌الدین نیز تشکیل شده بود، به تحصیل پرداخت و فارغ‌التحصیل شد.
پس از فراغت، حفیظ پاکزاد به‌عنوان استاد در دارالمعلمین لشکرگاه در ولایت هلمند از سال ۱۹۷۹ تا ۱۹۸۱ به تدریس رسم و پداگوژی (آموزش) مشغول شد. سپس کشور را ترک کرد و به ایران رفت و در سال ۱۹۸۲ برای اقامت دائمی به فرانسه مهاجرت کرد.
حفیظ پاکزاد به مدت ۱۹ سال به فعالیت‌های هنری خود ادامه داده و صدها اثر هنری در سطح فرانسه، اروپا و جهان خلق کرده است. در سال ۲۰۰۵، به عضویت کانون هنرمندان فرانسه درآمد و اکنون به‌شکل آزاد به ابتکار و خلق آثار هنری‌اش ادامه می‌دهد. او تابلوهایش را در پاریس و دیگر شهرهای فرانسه به نمایش می‌گذارد و تاکنون چندین جایزه کسب کرده است.
یکی از تابلوهای مشهور او که مربوط به تندیس بزرگ بامیان (سلسال) است و به ارتفاع دو متر نقاشی شده، در سال ۲۰۰۷ به عنوان بخشی از کلکسیون هنرهای آسیایی در موزۀ گیمِه (Musée Guimet)، یکی از مهم‌ترین موزه‌های پاریس، ثبت گردیده است.

## زندگی کودکی و نوجوانی
حفیظ پاکزاد، در ده (کُهن نو) از قریۀ فیروز بهار در ولسوالی یکاولنگ در سال ۱۹۵۵ میلادی به دنیا آمد. از دوران کودکی‌اش، آنچه در ذهنش به شدت نقش بسته، چهار فصل سال است. در زمستان‌ها، مانند مرغی در قفس، روحیه‌اش در بند بود، زیرا با بارش برف که دامن سفیدش را در همه‌جا می‌گسترد، آن آزادی که در دیگر فصل‌ها داشت از دست می‌داد. آموزش و تعلیم فرهنگی وجود نداشت، و کتاب و کتابخانه را کسی نمی‌شناخت، به‌جز دو کتاب: امیر ارسلان و شاهنامه فردوسی را که در دوران متوسطه، در یک زمستان به‌طور امانت گرفته بود. به غیر از این، رفت‌وآمدها در زمستان بسیار کم بود. دیدار و برخورد کودکان و جوانان تنها به افراد خانواده که فقط در ده بودند محدود می‌شد. فقط با برادرانش که از او کوچک‌تر بودند شوخی و بازی می‌کرد و روزها را می‌شمرد تا اینکه ماه حمل (فروردین) برسد. آری، زمانی که برف با همه زیبایی‌اش به تدریج با فرارسیدن بهار دامنش را برمی‌چید و سختی‌های زمستانی را با خود می‌برد، جای آن را نسیم ملایم بهاری با هزاران پیام امید و زندگی می‌گرفت. طبیعت رخساره‌ای ظریف و پر از رنگ و روشنی به خود می‌گرفت و جهانی دیگر را نَوید می‌داد. صدها پرنده کوچک و بزرگ، همنوایی شگفت‌آوری را در دامن کوهسارها می‌نواختند و دکور و تزئین‌شان انواع گل‌ها، سبزه‌ها و خزندگان بودند. هماهنگی باشندگان با محیط زیست دلربای‌شان نیرویی خاص ایجاد می‌کرد.
در اوایل ماه حمل (فروردین)، مکتب‌ها باز می‌شدند، و حفیظ همراه دیگر کودکان و نوجوانان با شادی و چهره‌های باز به سوی مکتب روان می‌شدند. دوستان و هم‌صنفان سال گذشته‌شان را می‌یافتند و با قصه‌ها و گفته‌های زمستان پربرف که دیگر به سفر چندین ماهه رفته بود، وارد صنف می‌شدند و باز هم، با این احساس که امسال از سال گذشته بزرگ‌تر شده‌اند، به معلم و کتاب سلام می‌گفتند. سال‌های ابتدایی و متوسطه را در لیسه ده سرخ متوسط به همین منوال سپری کرد.
در سال‌های آخر متوسطه (۱۹۷۲–۱۹۷۳)، در یکاولنگ، چند سالی بود که یک شفاخانۀ بین‌المللی توسط آمریکایی‌ها، اروپایی‌ها و استرالیایی‌ها به شکل بسیار مدرن ساخته شده بود که به تدریج در سطح افغانستان معروف شده بود. حفیظ در این شفاخانه به‌عنوان رسام و نقاش کار می‌کرد. موضوعات رسامی و نقاشی‌ها را دکترهای شفاخانه که همگی خارجی بودند به او سفارش می‌دادند. بیشتر سفارش‌ها مربوط به گل‌هایی بود که در یکاولنگ یافت می‌شد و همچنین آثار تاریخی افغانستان، به‌ویژه بودای بامیان، که شاید ده‌ها بودا را در آن سال‌ها برای آن‌ها نقاشی کرده بود.
حفیظ در سال ۱۹۷۴ به ولایت بامیان رفت تا در کانکور (امتحان ورودی) شرکت کند. او تصدیق‌نامۀ شفاخانۀ یکاولنگ را که توسط مدیر آن، یک دکتر آلمانی، به زبان انگلیسی نوشته شده بود، همراه خود داشت. در این تصدیق‌نامه ذکر شده بود که او به‌عنوان رسام و نقاش در شفاخانه در زمستان کار کرده است. با این تصدیق‌نامه، مستقیماً به دفتر والی آن زمان مراجعه کرد، زیرا نمی‌خواست پروندۀ کانکورش را به مدیریت معارف بامیان بسپارد. او فکر می‌کرد که صلاحیت والی نسبت به مدیریت معارف بالاتر خواهد بود.
والی از درخواست‌اش استقبال کرد و با تواضع و مهربانی از او خواست که اگر واقعاً یک رسام است و می‌خواهد تنها سهمیه‌ای که از کل ولایت بامیان در لیسه صنایع (هنرستان) وجود دارد را به دست آورد، باید حداقل سه پرتره (portrait) از رئیس‌جمهور آن زمان را روی کاغذهای بزرگ مخصوص رسامی ترسیم کند. در این صورت، می‌تواند نامه رسمی را دریافت کند. در دَفتر مخصوصی که در راهروی مقام ولایت در اختیارش گذاشته شده بود، والی سه عکس را که مشخص بود برایش بسیار ارزشمند هستند به او داد. حفیظ این پرتره‌ها را در مدت سه روز کامل کرد.
آخر روز سوم زمانیکه رسم‌ها تمام شد، والی مسئولان ولایت و مدیر معارف را به‌دفترش که سالن بزرگی به نظر می‌رسید خواسته بود و از حفیظ نیز خواسته شد که در آنجا حاضر شود. همه ایستاده بودند والی چند تا جمله کوتاهی را بیان کرد؛ رو به‌سوی حفیظ کرده گفت تو جوان هنرمند ما هستی، موفق باشی، آفرین از رسامی‌های تو، و بعد اشاره به مردی کرد و به او گفت در آن پاکت چقدر مانده، او پاسخ داد هزار و پنجصد افغانی والی صاحب. والی جواب، آن را بده به‌این پسر هنرمند ما، همه کف زدند و بعد مدیر معارف گفت، هرگاه والی صاحب آفرین بگوید چقدر اهمیت دارد و حالا جایزه هم برایش داده‌است او هم به وی آفرین گفت و اضافه کرد من هم برایت این مکتوب برای لیسۀ صنایع می‌سپارم. حفیظ مکتوب را گرفت اما سکوت داشت و حرفی نگفت و فقط تشکر کرد چون برای نخستین بار با چنین فضایی برمی‌خورد. شاید علت خاموشی‌اش همین بوده‌است. سروصدا به بامیان پیچیده بود که پسر فلان، رسامی رئیس‌جمهور را کرده‌است و با جایزۀ والی (رفیقی) موفق به دریافت مکتوب در صنایع متظرفه شده‌است. این موفقیت از نگاه سمبول برای حفیظ خیلی اهمیت داشت و همینطور برای خانواده‌اش؛ لذا خیلی خوشبخت و خوشحال بود. سه سال در لیسۀ صنایع متظرفه برایش آینده ساز بود؛ کتاب‌های گوناگون تاریخی، علمی، هنری، رمان‌ها و داستان‌های معروف را هرچه می‌یافت آن‌ها را می‌خواند، خسته نمی‌شد، نتیجه اینکه آن همه مطالعات به معلومات عمومی و ادبیات مهمی بجا گذاشت و چون از اطراف و هزاره جات آمده بود در ابتدا با لهجه هزارگی صحبت می‌کرد، بزودی با خواندن کتاب‌ها و نوشتن و کاپی کردن کتاب‌ها، حرف زدن و گوش کردن توانست از نگاه لهجه در محیط کابل خود را وفق بدهد و دیگر به‌کسی اجازه نمی‌داد تا لهجه‌اش را تکرار کند. در هر صورت فضای آرام و هنری صنایع و موجودیت احترام متقابل میان همصنفان و استادان قابل توجه بود و همه که در هر سطح بودند در تلاش آموزش بودند. آن زمان استادان از دانش هنری و پیداگوژی بالای برخوردار بودند. حفیظ از همان سال اول، اول نمره شد. از آن لحاظ مسئولیت‌هایی در صنف برخوردار بود، صنف‌شان از پانزده شاگرد که از ولایات مختلف کشور تشکیل شده بودند با هم خیلی دوستانه همزیستی داشتند. سال آخر لیسه، نمراتش از هفت اول نمره شعبه‌های مختلف صنایع بالاتر شد، بنابراین اول نمرۀ عمومی از لیسۀ صنایع متظرفه فارغ گردید.

## شعبه هنرهای زیبا در دارالمعلمین سید جمال الدین
در هنرهای زیبا سویه علمی، ادبی و هنری در یک گام و زینه بزرگتر و بالاتر قرار داشت برخورد و روابط میان محصلین و اساتید در سطح بلندی غنا و کیفیت آموزشی قابل توجه و ارزشمند بود. حفیظ کاملاً تشنهٔ آموختن بود، زیرا خیلی به آینده خود را نزدیک احساس می‌کرد و از سویی با سرنوشت و وظیفه اش در جامعه آمادگی می‌گرفت. در سال آخر دارالمعلمین شعبه هنرهای زیبا برای آموزش اصول درسی و پیداگوژی منظماً با استاد پیداگوژی در صنف‌های متوسطه یا لیسه می‌رفت و در آنجا درس دادن را تمرین می‌کرد. سرانجام دوره محصلی اش به پایان رسید بازهم اول نمره از هنرهای زیبا فارغ‌التحصیل شد و مستقیماً به آینده اش سلام گفت و با هزاران افتخار و امید با او دست داده و با احترام بسویش نگاه کرد و آن عبارت از وظیفه استادیش بود. چون سال‌ها در ابتدای،راهنمایی،متوسطه و در‌دانشگاه معلمین و اساتید می‌گفتند، شما آینده کشور هستید وقتی فارغ شدید خدمتکار جامعه و اجتماع تان می‌شوید… و حالا حفیظ به هدفش رسیده و به جامعه مفید هست، خوشحال و خوشبختی اش حدی نداشت در دارالمعلمین لشکرگاه درس می‌داد هم‌زمان عمیقاً در مطالعات جدی فرورفته بود تا هرچه بیشتر آگاهی و معلومات عمومی و مسلکی اش را وسیعتر بسازد و در خدمت محصلین آن را قرار بدهد. آن وظیفه برایش افتخارآمیز و گرانبها بود به هیچ وظیفه دیگر و به هیچ قیمتی آن را عوض نمی‌کرد. با هزاران تاسف مثل هزاران افغان دیگر، آن شغل و آن خوشبختی اش را از وی گرفتند، به جبر راهی اروپا شد، در جهان دیگری در اقیانوسی دست و پا زد و با تلاش، سرسختی، پیگری خستگی ناپذیر بدون هراس و با اعتماد بخود و خوشبین بودن به آینده دیگر که منتظرش است از هفت خوان اقیانوس بی سروپا خودش را سالم بیرون کشید؛ و حالا میوه‌های آن همه زحماتش به پختگی رسیده و بسیار خوشمزه‌است.

## مهاجرت به ایران و فرانسه و ادامه فعالیت‌های هنری‌اش
حفیظ پاکزاد چون میلیون‌ها افغان به جبر سیاسی ترک کشور نموده به ایران رفت و سپس به فرانسه پناهنده شد. در سال ۱۹۸۲ وقتی به فرانسه رسید هدف اولش فراگرفتن زبان فرانسوی بود که آن را بتواند هرچه زودتر بیاموزد. دو سال بعد، او در یک کارگاه هنری، آباژورسازی سبک ۱۹۳۰ که آن کارگاه به نام (Objet Lumineau , Non identifie) یاد می‌شد و این‌گونه ترجمه می‌شود «اشیاء روشنزای بدون هویت» به عنوان مسئول و نقاش آن شرکت هنری یک سال کار کرد. نقاش با ترک اولین کارش در پاریس از فرصت استفاده کرده با گرفتن Stageها یا کار «آموزشی»‌های مختلف چون: (Aerographie) یعنی، نقاشی با فشار هوا و (Caligraphie) یعنی خطاطی و (Decoration) دیکور و هم با کورس شبانه رسامی " مدل‌های زنده " که در شعبه‌های زیبا در افغانستان این بخش وجود ندارد، سه سال ادامه داد، بدین طریق ابعاد شناخت هنری اش را وسعت بیشتر بخشید. چون پاریس شهر با شکوه قدیمی است هر سال برای ترمیم بعضی از ساختمان‌های بزرگ و معروف، روی آن را خوازه آهن می‌بندند. وقتیکه Catherine Feeff در سال ۱۹۸۶ شرکت نقاشی و دکورش را به فعالیت انداخت، برای اولین بار در فرانسه ابتکار نقاشی‌های بزرگ و با شکوه چند صد متری و بعد چند هزار متری که روی خوازه‌های آهنی را می‌پوشاند تا از زیبایی آن قسمت پاریس کًم نشود، رواج داد. این خانم هنرمند که شرکتش به نام " Atelier Catherine Feff " یاد می‌شد، بزودی در سطح فرانسه، اروپا و در جهان مدرن شهرت یافت. در آن شرکت رسامان، طراحان و نقاشان زبر دستی به فعالیت بودند. در سال ۱۹۸۷، حفیظ پاکزاد با سپری کردن یک امتحان جدی موفق شد تا رسماً شامل گروه آن شرکت شود و بزودی نقش مهمی در میان گروه پیدا کرد که فعلاً جز از نقاشان رده بین‌المللی میشابد فرمایش‌های زیادی هنری در سطح بین‌المللی دریافت می‌کند. بزرگترین و با شکوترین نقاشی آن شرکت که حالا حفیظ در آن کار می‌کند در برلین (Berlin) یکی از شهرهای عمده آلمان انجام شد و آن عبارت بود از یک قصر قدیمی و مشهور برلین که در جنگ دوم جهانی آن را خراب کردند و آلمان‌ها خواستند تا آن قصر را با هنر نقاشی دوباره به انظار زنده سازند. آن قصر که به نام (Stadtschloss) یاد می‌شد در سال ۱۹۹۳ در حدود ده هزار متر مربع(10000 m2) نقاشی شد و شرکت هنری Catherine Feff رکورد جهانی را در خصوص شکوه و بزرگی نقاشی از آن خود کرد. حفیظ ۱۹ نزده سال درین شرکت به عنوان معاون به فعالیت‌هایش ادامه داد و موجب ایجاد صدها اثر هنری برای شرکت در سطح فرانسه، اروپا و جهان شد. در سال ۲۰۰۵ به عضویت کانون هنرمندان فرانسه درآمده و حالا به‌شکل آزاد به ابتکار و ایجاد هنری اش ادامه می‌دهد؛ و هم چنان با شرکت سابق که همکار بود وفادارانه، همکاری می‌کند و سالانه سفارش‌های مهمی نقاشی از ان طریق نیز به‌دست می‌آورد. او تابلوهایش را در پاریس و دیگر شهرهای فرانسه به نمایش می‌گذارد و تاکنون چندین تا جایزه به‌دست آورده و از آن جمله یک جایزه اول را در یک کانکور امپرسیونیست‌ها (impressioniste) از آن خود کرد. همچنان یکی از تابلوهایش که مربوط به مجسمه بزرگ بامیان (سلسال) می‌شود و به بلندی دو متر نقاشی شده، موزهٔ گیمِه (Musée Guime) یکی از مهم‌ترین موزیم‌های پاریس آن را در سال ۲۰۰۷ جز از کلسیون هنرهای آسیای خود کرده‌است. به همین ترتیب یک تابلوی دیگر از بودای بزرگ بامیان را که آن نیز به‌شکل و به سبک (Hyperrealiste) نقاشی شده‌است برای اینکه بوداهای بامیان به فراموشی سپرده نشود، آن را به سفارت کبرای افغانستان در پاریس هدیه داده‌است. اکنون نقاش ده‌ها تابلو از اثرش برای نمایش در هر گوشه و کنار آماده دارد و منظماً در شهرهای مختلف فرانسه در نمایش قرار می‌دهد.

## سبک نقاشی حفیظ پاکزاد
حفیظ پاکزاد دو سبک نقاشی را پیش برد، سبک (Hyperrealiste) هیپریالیست که بیشتر موضوع آن از افغانستان گرفته شده‌است، تابلوی بزرگ بامیان به همین سبک نقاشی شده و هم سبک (Pointilliste) یا نقطه گذاری، که اکثر سوژه یا موضوع آن شکل جهانی دارد، از هردو سبکش تا هنوز تقدیر قابل توجه شده‌است.

## دورنما و اهداف حفیظ پاکزاد
حفیظ به عنوان نقاش زاده بامیان، آرزوهای فراوانی در خاطره و ذهنش تراوش می‌کند. از آن جمله دو هدف مهم را در افکارش پرورش می‌دهد:
یکی اینست تا اگر شرایط و امکانات برایش آماده شود یک نقاشی بزرگ به سبک (Hyperrealiste) هیپرریالیست از بودای بزرگ بامیان (سلسال) باندازه بلندی واقعیش یعنی ۵۴ متر نقاشی نموده و روی خوازه‌های آهنی پیشروی جایگاه اصلی بودا به یک مدت معین شاید یکسال نصب شود. آنهایی که بودا را دیده بودند، به نظر شان تجدید خواهد شد و کسانی‌که هرگز ندیده بودند از عضمت آن اثر عظیم هنر مجسمه‌سازی، در عصر طلایی بامیان، در آن زمان سفر خواهند کرد. دیگر اینکه او آرزو دارد، اگر بامیان در سطح بزرگی غنائی فرهنگی و آثار تاریخی یافت شده اش بتواند یک موزیم عالی در آینده نزدیک داشته باشد، تا از یکسو آثار پیدا شده در حفظ و امنیت قرار بگیرد و از سوی دیگر این آثار برای بامیانی‌ها، افغان‌ها و بالاخره برای جهانیان معرفی شوند و تاریخ بامیان زنده نگهداشته شود چون افتخار همه افغان‌هاست. در آن صورت با هزار شوق و علاقه و افتخار، به عنوان نقاش آن سرزمین فرهنگی و زاده آنجا دها اثر نقاشی اش را در کلسیون موزیم بامیان هدیه خواهد داد؛ و همچنان یک تابلوی چندین متری بودا را در خدمت موزیم بامیان قرار خواهد داد. بدینگونه صادقانه با قلب صفا فرزند آن سرزمین به زادگاهش می‌اندیشد تا در سراسر کشور اصلیش که از تمدن‌های مختلفی در تاریخ برخوردار بود بعد ازین در حفظ و امنیت و پشتبانی همه قرار بگیرد، و به پروژه‌های خستگی ناپذیر ادامه می‌دهد… تا آخرین هدف بزرگش بانجام برسد و آن عبارت از بازسازی بودای بامیان است. آنروز روشنترین روز برای او و میلیون‌ها انسان فرهنگ دوست و انسان دوست نه تنها در افغانستان بلکه در سراسر جهان خواهد بود و این بار همه اشک شادی خواهند ریخت.

## زندگی شخصی
حفیظ پاکزاد با خانم عزیزه فارغ تحصیل از دارالمعلمین کابل که وظیفه معلمی را در کابل انجام می‌داد ازدواج کرده‌است؛ و او حالا در فرانسه هم به عنوان همکار معلم در مکتب کار می‌کند. ایشان زندگی خوشآیند و رضایت بخش داشته و دارای سه تا فرزند می‌باشد، سارا و سیمین در لیسه و متوسطه و پسر شان یم yam در صنف اول مکت می‌باشد. در زندگی روزمره خیلی مهمان نواز اند و دوست‌های فرانسوی شان به غذاهای افغانی خیلی علاقه دارند مخصوصاً از منتو و قابلی زیاد توصیف می‌کنند. دیگر اینکه تمام اعضای فامیل علاقه خاصی به کتاب و کتاب خواندن دارند. هر کدام از اعضای فامیل کتابخانه مخصوص خودش را دارد. حفیظ هم سال‌ها از هر فرصت استفاده کرده به تدریج کتابخانه خوبی مخصوصاً از کتاب‌های هنری برایش کلسیون ساخته‌است و هر لحظه که ضرورت شود، راجع به سبک‌های هنری، تاریخ هنر، هنرمند یا روش هنری در نقاشی بآن مراجعه می‌کند. بدین ترتیب یک نوع سرمایه و غنای فرهنگی و هنری به‌شمار می‌رود. همچنان هر کتاب که روی افغانستان چاپ می‌شود و در بازار کتاب پیدا و ظاهر می‌شود آن را در کلیسون کتابخانه اش اضافه می‌کند در پهلوی این‌ها دیدار از موزیم‌های پاریس، نمایش‌ها و دیدار از قصرهای تاریخی فرانسه جز از سرگرمی‌های شخصی و فامیلی او می‌باشد. حفیظ پاکزاد با موسیقی فلوکلور افغانستان مخصوصاً (دمبوره) آشنایی داشته و به آن علاقه‌مند است. در خانه گاهگاهی دمبوره می‌نوازد مخصوصاً به مهمان افغانی، دمبوره را در زادگاهش یکاولنگ یادگرفته بود در پهلوی آن یم پسرش با وی شطرنج بازی می‌کند و خواهرانش تئاتر را دوست دارند و چندین سال است آن را موازی با مکتب شان تعقیب می‌کنند. خلاصه برای وی بهترین سرگرمی و آرامش همان نقاشی و رسامی است که شب‌ها تا دیر به آن ادامه می‌دهد.